# Loxotephria perileuca
Loxotephria perileuca är en fjärilsart som beskrevs av Louis Beethoven Prout 1926. Loxotephria perileuca ingår i släktet Loxotephria och familjen mätare. Inga underarter finns listade i Catalogue of Life.